# Antonio Colom
Antonio Colom Mas (født 11. maj 1978) er en spansk tidligere landevejscykelrytter. Han er specialist i korte etapeløb som Volta a la Comunitat Valenciana.